# The Blade (Toledo)
The Blade, también conocido como el Toledo Blade, es un periódico de Toledo, Ohio, Estados Unidos, publicado diariamente en línea e impreso los jueves y domingos por Block Communications. El periódico fue publicado por primera vez el 19 de diciembre de 1835.

## Descripción general
El primer número de lo que entonces era el Toledo Blade se imprimió el 19 de diciembre de 1835. Se ha publicado diariamente desde 1848 y es el negocio más antiguo en funcionamiento continuo en Toledo.
David Ross Locke ganó fama nacional por el periódico durante la era de la Guerra de Secesión al escribir bajo el seudónimo de Petroleum V. Nasby. Bajo este nombre, escribió sátiras que abarcan temas que van desde la esclavitud hasta la Guerra de Secesión y la templanza. Al presidente Abraham Lincoln le gustaban las sátiras de Nasby y, a veces, las citaba. En 1867 Locke compró el Toledo Blade.
El periódico eliminó «Toledo» de su cabecera en 1960.
En 2004, The Blade ganó el Premio Pulitzer por Periodismo de Investigación con una serie de historias titulada «Buried Secrets, Brutal Truths» («Secretos enterrados, verdades brutales»). La historia sacó a la luz la historia de la Fuerza Tigre, una fuerza de combate de Vietnam que brutalizó a la población local. En 2006, The Blade fue finalista de un premio Pulitzer y ganó el premio National Headliner Award por romper el escándalo en Ohio conocido como Coingate.
A partir de 2015, el jefe de redacción es John Robinson Block. Su familia compró el periódico en 1926. También son dueños del conglomerado de medios Block Communications, que posee sistemas de cable, estaciones de televisión y el proveedor de servicios de internet Buckeye Express.
En 2008, The Blade tenía la 83.ª circulación diaria de periódicos más grande de los Estados Unidos.
El Toledo Blade recibió su nombre de la famosa industria de forja de espadas de la ciudad original de Toledo, España. Su lema, en la placa de identificación debajo del título, es «Uno de los grandes periódicos de Estados Unidos». 

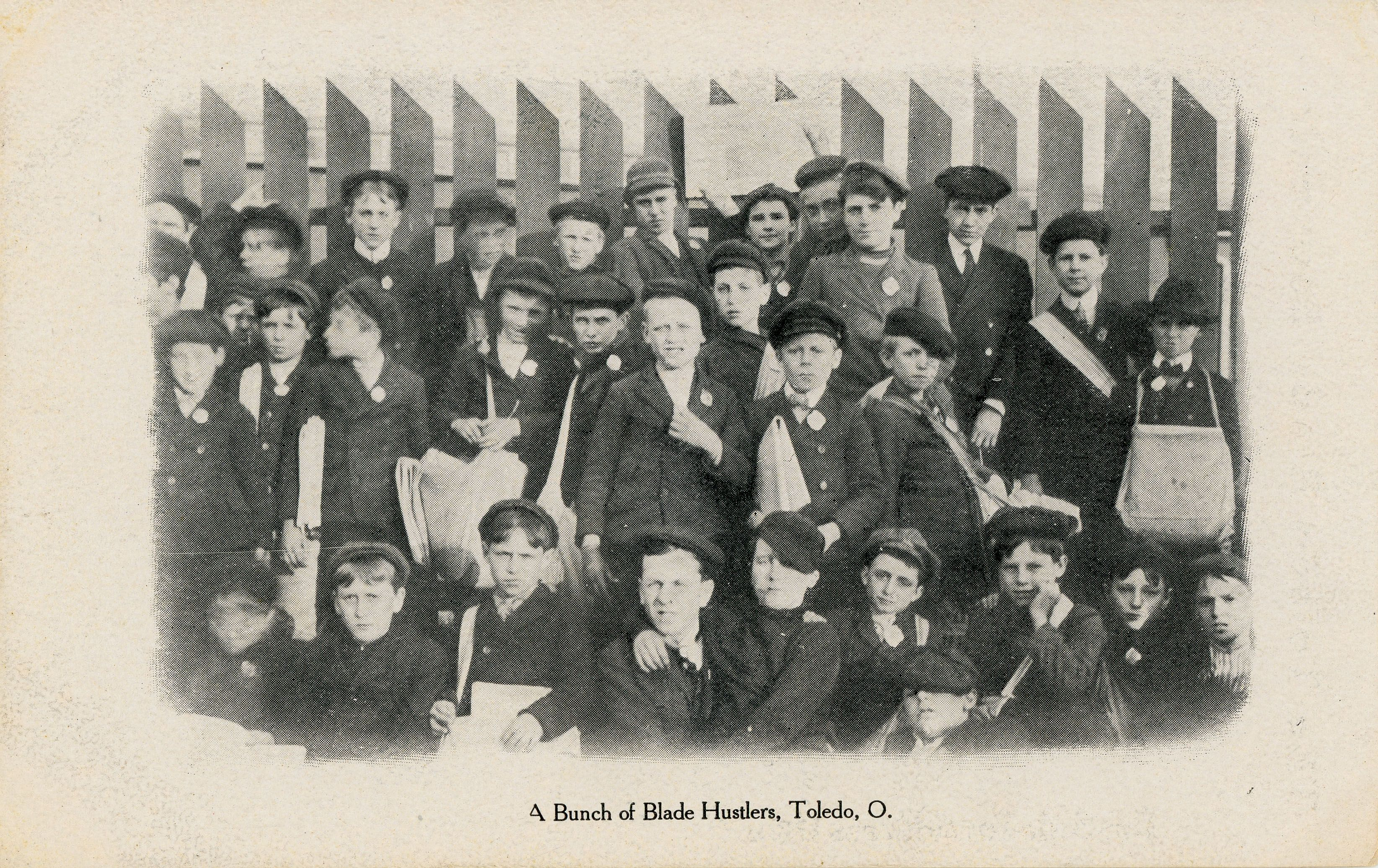
Repartidores de periódicos del Toledo Blade, década de los años 1900.
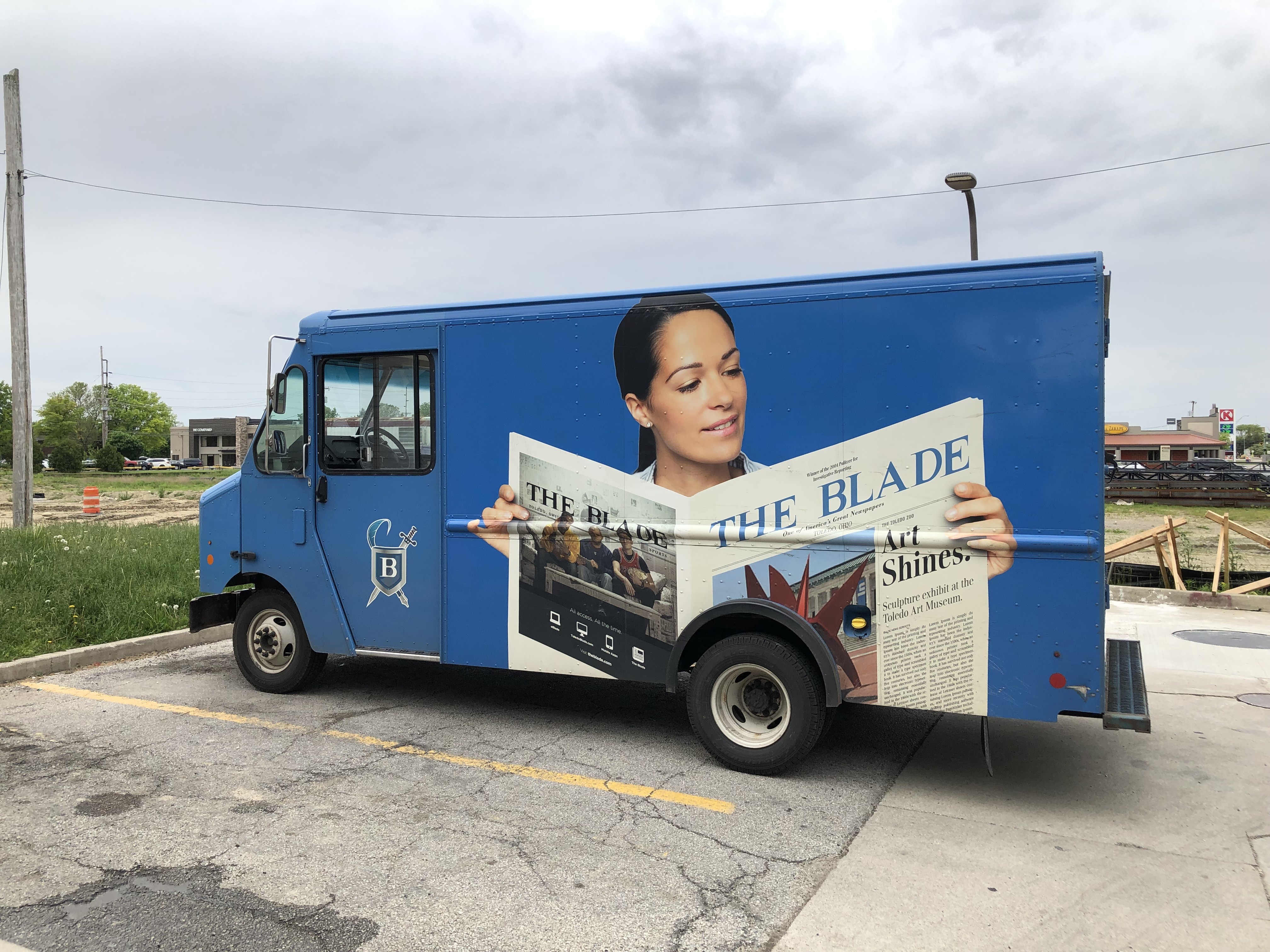
Un vehículo de reparto del Toledo Blade en Bowling Green, Ohio.

## Eventos
En 2007, el fotoperiodista Allan Detrich dejó The Blade cuando se descubrió que había alterado digitalmente una foto que se publicó en la portada de la edición del 31 de marzo de 2007. Una investigación posterior reveló que había alterado digitalmente y presentado 79 fotos durante las primeras 14 semanas de 2007, 58 de las cuales se publicaron en The Blade o en su sitio web.
Los miembros de varios sindicatos trabajaron sin contrato de marzo a agosto de 2006. En el transcurso de agosto de 2006, The Blade mantuvo bajo cierre patronal a más del 25% de sus empleados. La huelga y el cierre patronal terminaron en mayo de 2007.
En mayo de 2014, Block Communications anunció planes para cerrar las instalaciones de producción de The Blade, incluidas las imprentas, ubicadas en el edificio de la sede del centro.

### Demanda alToledo Free Press

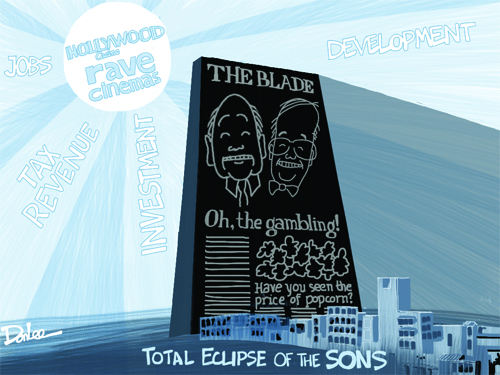
Caricatura editorial del Toledo Free Press de agosto de 2011, que provocó una demanda de The Blade.

En octubre de 2011, The Blade presentó una demanda contra la publicación rival Toledo Free Press, alegando que el ex director general de The Blade y entonces editor de Free Press, Thomas F. Pounds, violó un acuerdo de separación de 2004 que contenía una cláusula de no competencia. Según Free Press, The Blade se opuso a una caricatura editorial que criticaba la postura de The Blade sobre los planes de desarrollo del centro de la ciudad de Rave Cinemas y Hollywood Casino Toledo; The Blade citó la caricatura entre los motivos de su demanda: «El 21 de agosto de 2011 o alrededor de esa fecha, Pounds ... permitió que Toledo Free Press publicara una caricatura que mostraba una caracterización de John R. Block y Allan Block junto con The Blade como proyectando una sombra eclipsante sobre el empleo, los ingresos fiscales, la inversión y el desarrollo en Toledo, Ohio».
En diciembre de 2011, Free Press respondió a la demanda y presentó una contrademanda, afirmando que los propietarios de Blade, Block Communications, estaban «intentando ejercer una censura previa» sobre Free Press y que, dado que el acuerdo de no competencia expiró en 2005, su uso por parte de The Blade como arma legal en 2011 fue «simplemente como una herramienta para dañar económicamente» a Free Press y su editor, y «mucho más allá de los límites de la competencia justa y legal».